# Reisefreimenge
Die Reisefreimenge, auch Reisemitbringsel oder Souvenirs im Sinn dieses Artikels sind Waren, die Reisende gelegentlich und ausschließlich zum persönlichen Gebrauch oder Verbrauch, für ihre Familienangehörigen oder als Geschenk in ihrem persönlichen Gepäck einführen. Das deutsche, österreichische, schweizerische und europäische Recht legen fest, dass je Reisendem Reisefreimengen im Rahmen der folgenden Mengen- und Wertgrenzen von den Einfuhrabgaben befreit sind:

## Einreise aus einem Nicht-EU-Land nach Deutschland oder Österreich
Zu den „Nicht-EU-Ländern“ zählen im Rahmen der Reisefreimengenrichtlinien
1. alle Länder, die nicht Mitgliedstaaten der Europäischen Union sind sowie
2. die Gebiete Kanarische Inseln, Kanalinseln, Französische überseeische Departements, Aland-Inseln, Gibraltar, Helgoland, Büsingen, Ceuta und Melilla, Livigno sowie andere Gebiete, in denen die MwSt- und Verbrauchsteuervorschriften der Gemeinschaft keine Anwendung finden.[3]

Bei der Einfuhr von Reisemitbringseln aus den o. g. genannten Ländern und Gebieten gelten folgende Freigrenzen (auch Zollfreimenge genannt):
- Tabakwaren, wenn die Person mindestens 17 Jahre alt ist:

200 Zigaretten oder 100 Zigarillos oder 50 Zigarren oder 250 Gramm Rauchtabak (in Deutschland einschließlich erhitzter Tabak) oder eine anteilige Zusammenstellung dieser Waren;
- Alkohol und alkoholhaltige Getränke, wenn die Person mindestens 17 Jahre alt ist:

ein Liter Alkohol und alkoholische Getränke mit einem Alkoholgehalt von mehr als 22 Volumenprozent oder unvergällter Ethylalkohol mit einem Alkoholgehalt von 80 Volumenprozent oder mehr oder zwei Liter Alkohol und alkoholische Getränke mit einem Alkoholgehalt von höchstens 22 Volumenprozent oder eine anteilige Zusammenstellung dieser Waren, vier Liter nicht schäumende Weine und 16 Liter Bier;
- Arzneimittel:

die dem persönlichen Bedarf des Reisenden entsprechende Menge;
- Kraftstoffe:

für jedes Motorfahrzeug die im Hauptbehälter befindliche Menge und bis zu zehn Liter in einem tragbaren Reservebehälter;
- andere Waren:

bis zu einem Warenwert von insgesamt 300 Euro, für Flug- bzw. Seereisende bis zu einem Warenwert von insgesamt 430 Euro, für Reisende unter 15 Jahren bis zu einem Warenwert von insgesamt 175 Euro. Die Abgabenbefreiung im Seeverkehr hängt davon ab, ob das Wasserfahrzeug zuletzt aus einem Hafen ausgelaufen ist, der sich in einem Drittland oder Drittlandsgebiet befindet. Zu diesen anderen Waren zählen in Deutschland auch Liquids (E-Zigaretten); in Österreich Erhitzter Tabak.
Waren, die durch ihre Art und Menge darauf schließen lassen, dass sie gewerblich verwendet werden, sind von der Abgabenbefreiung ausgeschlossen. (Beispiel: Eine Person führt 3.000 Kugelschreiber zu je 10 Cent ein; hier ist eine gewerbliche Verwendung anzunehmen.) Für bestimmte Personengruppen – z. B. Grenzgänger – gelten eingeschränkte Freimengen. Dasselbe gilt in Österreich für die Zollenklave Samnaun.

## Einreise aus einem EU-Land nach Deutschland oder Österreich
Der Binnenmarkt in der EU garantiert grundsätzlich freien Warenverkehr. Im Gegensatz zur Einfuhr aus Nicht-EU-Staaten wird hier von Verbringen gesprochen. Waren, die die Definition für Reisemitbringsel erfüllen, sind grundsätzlich abgaben- und beschränkungsfrei. Diese Freiheit ist in zwei Punkten eingeschränkt:
- Waren, für die eine nationale Beschränkung vorliegt und
- Waren, bei denen durch Art und Menge anzunehmen ist, dass das Verbringen aus gewerblichen Gründen erfolgt.

### Einschränkungen
Waffen, jugendgefährdende Schriften, Pflanzenschutzmittel, Feuerwerkskörper und andere Waren sind in Deutschland Beschränkungen unterworfen. Diese Einschränkungen gelten auch beim Verbringen der Waren nach Deutschland oder Österreich.

### Steuern
Wenn die folgenden Mengen überschritten werden, wird angenommen, dass eine gewerbliche Verwendung vorliegt. Die Annahme ist stets widerleglich; das heißt, die beteiligte Person kann darlegen, dass auch diese größere Menge privat genutzt wird. (Beispiel: 100 Liter Champagner für eine große private Feier.)
- Tabakwaren[17][18]

800 Zigaretten (in Deutschland auch Erhitzter Tabak)
800 Sticks oder 250 g erhitzter Tabak (nur Österreich)
400 Zigarillos
200 Zigarren
1 kg Rauchtabak (auch Wasserpfeifentabak)
1 Liter, höchstens aber 10 Kleinverkaufspackungen Liquids für E-Zigaretten (nur Deutschland)
- Alkoholika

10 Liter Spirituosen
10 Liter Alkopops (nur Deutschland)
20 Liter Zwischenerzeugnisse (nur Deutschland)
60 Liter Schaumwein
110 Liter Bier
90 Liter Wein (einschließlich der maximal 60 Liter Schaumwein) (nur Österreich)
20 Liter andere Alkoholika als Spirituosen, Bier, Schaumwein oder Wein (nur Österreich)
- Kaffee (nur Deutschland)[24]

Kaffee 10 kg
Kaffeehaltige Waren 10 kg
Sonderregelungen bestehen bei Kraft- und Heizstoffen sowie beim Erwerb von Kraftfahrzeugen.

## Einreise in die Schweiz
Neben den persönlichen Gebrauchsgegenständen, dem Reiseproviant und dem Treibstoff sind bei der Einfuhr in die Schweiz folgende Waren abgabenfrei:
- 150 Schweizer Franken Warenwert für andere Waren als die unten genannten
- 1 kg Fleisch
- 1 kg oder 1 Liter Butter und Rahm (Fettgehalt ab 15 %)
- 5 Liter Öle, Fette, Margarine zu Speisezwecken
- 5 Liter Alkoholika bis 18 % Alkohol (nur für Personen, die mindestens 17 Jahre alt sind)
- 1 Liter Alkoholika über 18 % Alkohol (nur für Personen, die mindestens 17 Jahre alt sind)
- Tabakwaren

250 Stück Zigaretten oder Zigarren (nur für Personen, die mindestens 17 Jahre alt sind) oder
250 g andere Tabakfabrikate (nur für Personen, die mindestens 17 Jahre alt sind)
Darüber hinaus bestehen Einfuhrbeschränkungen für bestimmte Waren wie Waffen, artengeschützte Tiere oder Pflanzen, Arzneimittel usw.